# Hannicap Circus
Hannicap Circus — дебютний студійний альбом американського репера Bizarre, виданий 28 червня 2005 року лейблами Sanctuary Urban та The Arsenal. Платівка містить пісні, записані з участю Емінема, King Gordy, Devin the Dude, Big Boi, stic.man, Обі Трайса та ін. Виконавчі продюсери: Макс Ґусс, Джеремі Ґеффен, Bizarre та Метью Ноулз. Дистриб'ютор на території США: Sony BMG Music Entertainment.
Альбом посів 48-му сходинку чарту Billboard 200 з результатом у 21 тис. проданих копій за перший тиждень.
Пісня «Bad Day» є кавер-версією композиції репера Ice Cube «It Was a Good Day». Трек «Gospel Weed Song» можна почути під час титрів фільму «Гарольд і Кумар: втеча з Гуантанамо». Він також присутній на саундтреці цієї стрічки.

## Список пісень
| #   | Назва                                                           | Продюсер       | Тривалість |
| --- | --------------------------------------------------------------- | -------------- | ---------- |
| 1.  | «Public Service Announcement» (Skit)                            |                | 0:26       |
| 2.  | «Intro» (з участю Young Miles)                                  | PMG            | 1:38       |
| 3.  | «Gospel Weed Song»                                              | Shea           | 3:35       |
| 4.  | «Fuck Your Life» (з участю Sindee Syringe)                      | Mr. Porter     | 4:29       |
| 5.  | «Fat Father» (Skit)                                             |                | 1:46       |
| 6.  | «Let the Record Skip» (з участю Young Miles)                    | PMG            | 2:45       |
| 7.  | «I'm in Love Witchu»                                            | Hi-Tek         | 2:44       |
| 8.  | «Rockstar»                                                      | Eminem         | 3:01       |
| 9.  | «Ghetto Music» (з участю Swift, King Gordy та stic.man)         | Sicknotes      | 4:33       |
| 10. | «Life Styles» (Skit)                                            |                | 1:22       |
| 11. | «I'm So Cool»                                                   | Mike Chav      | 4:18       |
| 12. | «Porno Bitches» (з участю Devin the Dude, Big Boi та Kon Artis) | Mr. Porter     | 4:38       |
| 13. | «Crush on You»                                                  | Sol Messiah    | 2:54       |
| 14. | «Bad Day»                                                       | Ерік Сермон    | 5:08       |
| 15. | «I Need a Friend»                                               | Silent Riot    | 2:57       |
| 16. | «One Chance»                                                    | J Thrill       | 4:03       |
| 17. | «Hip Hop» (з участю Eminem)                                     | Hi-Tek         | 4:31       |
| 18. | «Doctor Doctor» (з участю Obie Trice та Dion)                   | Hi-Tek         | 3:43       |
| 19. | «Coming Home» (з участю Raphael Saadiq та Kuniva)               | Raphael Saadiq | 3:46       |
| 20. | «Nuthin' at All» (з участю D12)                                 | Mr. Porter     | 4:28       |